# Risas
Risas (arab. رساس) – miejscowość w Syrii, w muhafazie As-Suwajda. W 2004 roku liczyła 3332 mieszkańców.